# Qualificazioni al Campionato europeo maschile di pallacanestro 2015 - Gruppo E (secondo turno)

## Classifica
| Team          | Pt | V - P | PF - PS   | DP  |
| ------------- | -- | ----- | --------- | --- |
| 1. Georgia    | 10 | 4 - 2 | 454 - 430 | +24 |
| 2. Rep. Ceca  | 10 | 4 - 2 | 446 - 400 | +46 |
| 3. Ungheria   | 10 | 4 - 2 | 402 - 376 | +26 |
| 4. Portogallo | 6  | 0 - 6 | 353 - 449 | -96 |

## Risultati
| Arbitri: | Vicente Bulto Tolga Sahin Mathieu Bayot |

|             |          |              |
| Lima 12     | Punti    | 20 Vojovda   |
| Fernandes 3 | Assist   | 5 J. Keller  |
| Hallman 9   | Rimbalzi | 13 Á. Keller |

| Arbitri: | Emin Moğulkoç Moritz Reiter Milos Koljensić |

|               |          |              |
| Pachulia 19   | Punti    | 18 Auda      |
| Tsintsadze 10 | Assist   | 8 Satoranský |
| Sanik'idze 12 | Rimbalzi | 7 Balvin     |

| Arbitri: | Aleksandar Glisić Aleksandar Milojević Kfir Mualem |

|               |          |             |
| Satoranský 18 | Punti    | 11 Da Silva |
| Satoranský 5  | Assist   | 4 Fernandes |
| Pomikálek 7   | Rimbalzi | 5 Guerreiro |

| Arbitri: | Zoran Šutulović Janusz Calik Boris Gabara |

|                      |          |                         |
| Vojvoda 20           | Punti    | 19 Pachulia             |
| J. Keller 6          | Assist   | 4 Shengelia, Tsintsadze |
| Á. Keller, Vojvoda 5 | Rimbalzi | 6 Pachulia              |

| Arbitri: | Miguel Pérez Pérez Carmelo Paternico Jean-Charles Collin |

|             |          |               |
| Da Silva 26 | Punti    | 25 Pachulia   |
| Fernandes 8 | Assist   | 5 Tsintsadze  |
| Soares 9    | Rimbalzi | 13 Sanik'idze |

| Arbitri: | Milivoje Jovčić Olegs Latiševs Piotr Pastusiak |

|            |          |                      |
| Pumprla 14 | Punti    | 25 Vojvoda 25        |
| Welsch 7   | Assist   | 3 Thomas, Wittmann 3 |
| Pumprla 7  | Rimbalzi | 9 Tóth 9             |

| Arbitri: | Igor Dragojević Gentian Cici Torkild Rodsand |

|                   |          |                   |
| Wittmann 16       | Punti    | 15 Hallman        |
| Thomas, Vojvoda 3 | Assist   | 2 Balseiro, Pinto |
| Vojvoda 8         | Rimbalzi | 9 Hallman         |

| Arbitri: | Daniel Hierrezuelo Jurgis Laurinavicius Ciprian Stoica |

|               |          |               |
| Satoranský 16 | Punti    | 17 Sanik'idze |
| Satoranský 6  | Assist   | 4 Tsintsadze  |
| Balvín 7      | Rimbalzi | 7 Pachulia    |

| Arbitri: | Ademir Zurapović Clemens Fritz Radomir Vojinovic |

|               |          |             |
| Shengelia 26  | Punti    | 14 Wittmann |
| Tsintsadze 10 | Assist   | 7 Vojvoda   |
| Sanik'idze 9  | Rimbalzi | 6 Á. Keller |

| Arbitri: | Miguel Pérez Roberto Chiari Marko Vučković |

|                    |          |               |
| Fonseca 22         | Punti    | 18 Satoranský |
| Fernandes, Pinto 3 | Assist   | 5 Satoranský  |
| Fonseca 10         | Rimbalzi | 11 Pumprla    |

| Arbitri: | Pérez Perez Ersan Kartal Oskars Lucis |

|               |          |              |
| Sanik'idze 20 | Punti    | 17 Fonseca   |
| Pachulia 9    | Assist   | 10 Fernandes |
| Pachulia 10   | Rimbalzi | 6 Queiroz    |

| Arbitri: | Jakub Zamojski Panagiotis Anastopoulos Alexandru Olaru |

|              |          |                       |
| Vojvoda 20   | Punti    | 18 Houška, Satoranský |
| Wittmann 7   | Assist   | 6 Welsch              |
| Á. Keller 11 | Rimbalzi | 8 Balvín              |